# Hôtel Saint-Léonard
Das Herrenhaus Hôtel Saint-Léonard in der 12 Rue Victor Hugo in Falaise, einer französischen Gemeinde im Département Calvados in der Region Normandie, wurde im 18. Jahrhundert errichtet. Das Gebäude steht mit seinem Inneren seit 1968 als Monument historique auf der Liste der Baudenkmäler in Frankreich. Seit 1974 ist es klassifiziert.
Der Denkmalschutz bezog sich ursprünglich auf die Terrasse. Seit 1974 gelten Fassade, Dach, bestimmte Zimmer im Erdgeschoss als geschützt.

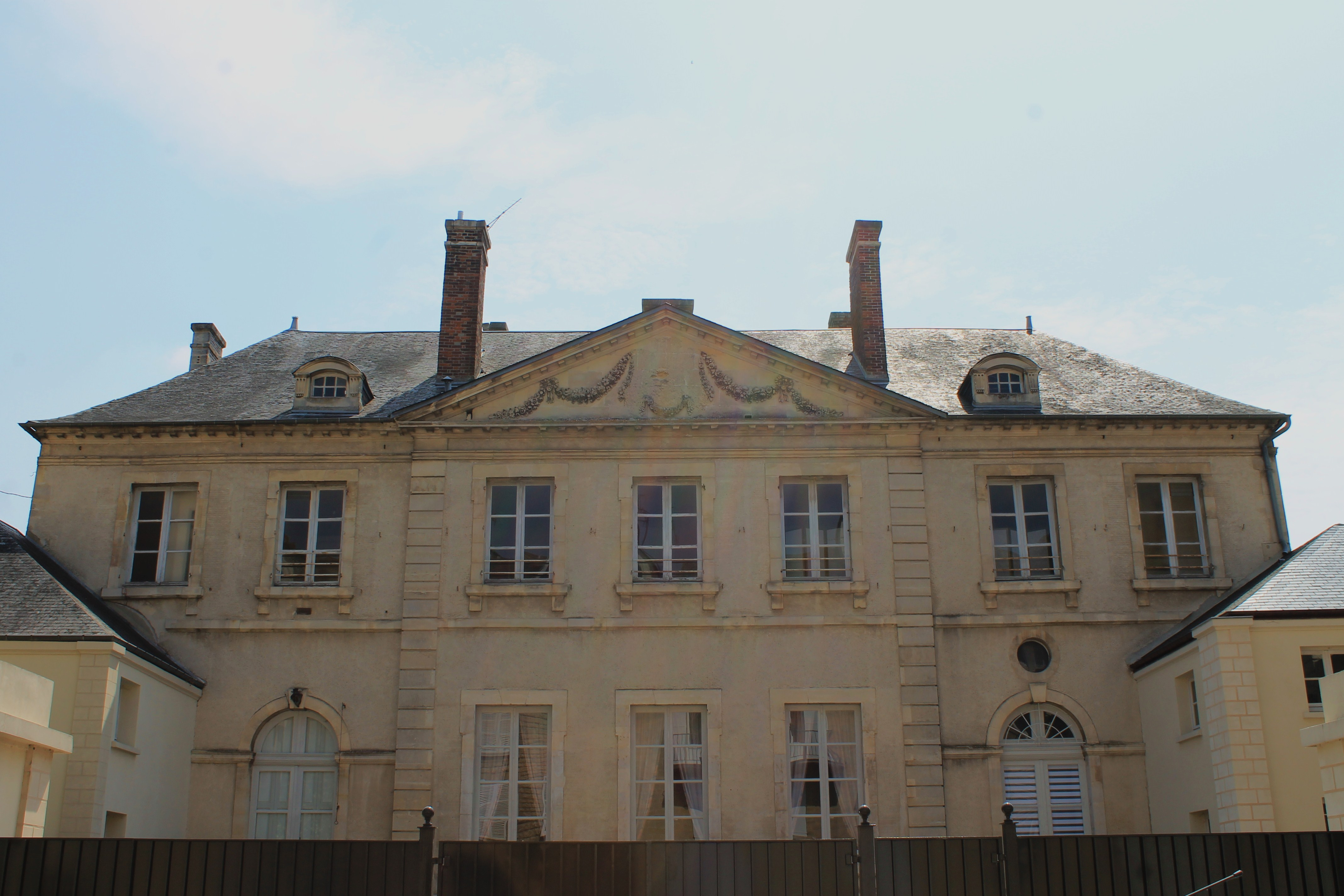
Westfassade